# My Hero Academia
Pour les articles homonymes, voir My Hero Academia (homonymie).
Autre
My Hero Academia (僕のヒーローアカデミア, Boku no Hīrō Akademia) est un shōnen manga écrit et dessiné par Kōhei Horikoshi. Il est pré-publié de juillet 2014 à août 2024 dans le magazine Weekly Shōnen Jump de l'éditeur Shūeisha, et compte un total de 42  tomes en juin 2025. La version française est publiée par Ki-oon entre avril 2016 et juin 2025.
Une adaptation en anime produite par le studio Bones est diffusée entre avril et juin 2016 sur MBS au Japon. Une deuxième saison est diffusée entre avril et septembre 2017, suivie par une troisième saison diffusée entre avril et septembre 2018, une quatrième saison entre octobre 2019 et avril 2020, une cinquième saison entre mars et septembre 2021, une sixième saison entre octobre 2022 et mars 2023, une septième saison entre mai et octobre 2024. Une huitième et dernière saison est prévue pour 2025. Quatre films d'animation sont sortis en août 2018, décembre 2019, août 2021 et août 2024, respectivement. La série est diffusée en simultané sur le site ADN et la chaîne J-One dans les pays francophones. La série est aussi diffusée en version française sur Toonami depuis le 12 février 2018.
Le tirage total du manga s'élève à 100 millions d'exemplaires en avril 2024, ce qui en fait l'un des mangas les plus vendus.

## Synopsis
Dans un monde où 80 % de la population mondiale possède des super-pouvoirs, nommés « Alters » (個性, Kosei), Izuku Midoriya, est l'un des rares humains ne possédant pas d'Alter. Malgré cela, Izuku rêve pourtant de rejoindre la filière super-héroïque de la grande académie Yuei (勇井高校, Yūei Kōkō) et de devenir un jour un des plus grands héros de son époque. Quand un jour, par le plus grand des hasards, son rêve se réalise...

## Personnages
- Si vous ne connaissez pas le sujet, laissez ce bandeau (vous pouvez alors contacter les auteurs).
- Si vous supprimez le contenu mis en cause (vous pouvez préalablement contacter les auteurs),

argumentez précisément cette suppression dans la page de discussion
(un manque de référence n'est pas un argument ; une recherche réelle de référence doit avoir été effectuée, être formellement documentée).
Izuku Midoriya (Deku) (緑谷 出久 (デク))
C'est le personnage principal de l'histoire et ami d'enfance de Katsuki Bakugo, qu'il surnomme « Katchan », ce dernier l'ayant toujours repoussé et harcelé. Il est né sans Alter (sans pouvoir) mais il souhaite devenir le meilleur super-héros de son temps en suivant les traces de son modèle et idole, le célèbre All Might : « Être capable de sauver des vies le sourire aux lèvres ! ».
Son rêve est d'intégrer Yuei (UA), le célèbre et non moins prestigieux lycée qui a vu naître tant de héros. Pourtant sans pouvoirs, il fera tout pour devenir un grand héros et rattraper son plus grand rival, Katsuki Bakugo.
Lorsqu'un jour, au cœur d'une situation critique où Bakugo est pris en otage par un super vilain, Izuku, guidé par son instinct et son courage, décide d'intervenir. All Might, ayant alors repéré sa dévotion pour protéger les autres, décide de le rencontrer. Contre toute attente, Izuku voit son ambition se concrétiser, lorsqu'All Might lui explique qu'il peut lui transmettre son alter, intitulé le « One For All » et surtout en devenir le disciple.
Plus tard dans l'intrigue, Izuku Midoriya débloque d'autres alters qui appartenaient aux anciens prédécesseurs du « One For All » : fouet noir, voltige, Fa jin, sixième sens et brouillard.
Katsuki Bakugo (Katchan) (爆豪 勝己 (かっちゃん), Bakugō Katsuki (Katchan))
Particulièrement agressif, sûr de lui et de ses capacités, Bakugo clame haut et fort qu'il sera le seul de son collège à intégrer la filière super-héroïque du célèbre lycée Yuei, après l'épreuve d'entrée, où il a fini premier. Durant son enfance, il maltraitait Izuku Midoriya, sans alter. Mais après avoir appris le secret de son alter et avoir vu l'évolution du jeune garçon, il préfère ne plus se confronter à lui.
Il possède l'alter de sueur explosive qu'il a appris à maîtriser et dont il tire une puissance phénoménale.
Il souhaite détrôner tous les héros, dont All Might, qu'il admire, pour réussir a atteindre son objectif principal, devenir le numéro un des héros. Katsuki a un ego surdimensionné, qu'il développe à la suite de l'apparition de son alter à l'âge de 4 ans. Son caractère a légèrement évolué positivement à la suite de son entrée au lycée.
All Might (オール・マイト, Ōru Maito)
De son vrai nom Toshinori Yagi, il est né sans alter et a récupéré celui de son mentor, Nana Shimura à l'adolescence. Il est ensuite rapidement devenu le numéro un des héros. Véritable symbole de paix, il est l'idole de la population. Izuku et Bakugo l'ont notamment admiré durant toute leur enfance. Doté d'une force phénoménale, il est toujours prêt à venir en aide à la population avec son style unique d'héroïsme : « Venir en aide aux autres le sourire aux lèvres » et sa phrase fétiche : « Tout va bien ! Et pourquoi ? Car la cavalerie est là ! ».
All Might possède un ennemi juré « All For One », qui lui a infligé une blessure lors d'un combat précédent, ce qui l'a contraint de trouver un successeur : Izuku Midoriya.
Finalement, bien qu'il ait tenté de cacher sa faiblesse et la perte de son pouvoir, All Might prend sa retraite après avoir combattu une toute dernière fois « All For One » en réussissant à le mettre en prison.

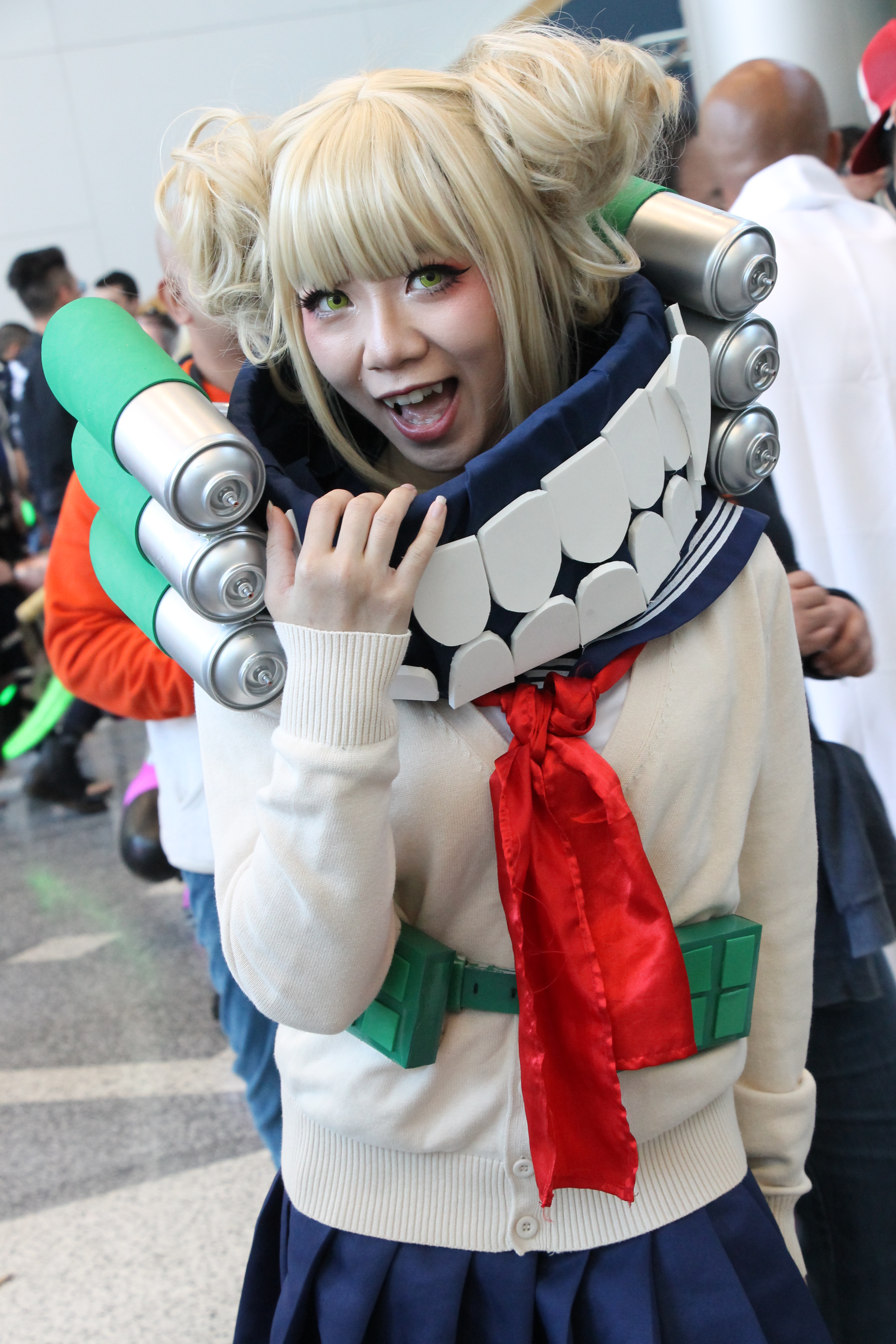
Cosplay de Himiko Toga

Ochako Uraraka (麗日 お茶子, Uraraka Ochako)
Jeune fille amicale, Izuku fait sa connaissance le jour de l'examen d'entrée à Yuei. Lors de l'examen d'entrée, Izuku sauve Uraraka d'un grave danger. Par la suite, tous deux deviennent de bons amis.
Ochako possède l'Alter de gravité zéro. Son nom de super-héros est Uravity.
Venant d'une famille ayant des problèmes financiers, Uraraka (nom de famille d'Ochako) veut devenir une héroïne professionnelle pour pouvoir offrir une vie plus confortable à ses parents.
Au fil des tomes et des épisodes, on pourra remarquer que Ochako Uraraka commence à ressentir des sentiments amoureux envers Izuku Midoriya et que cela est possiblement réciproque.
Shoto Todoroki (轟 焦凍, Todoroki Shōto)
Élève de la seconde A, Shoto est un des amis d'Izuku. Shoto est considéré par ses camarades comme étant le plus fort d'entre eux. Enfant d'Endeavor, il a uniquement été conçu par ce dernier dans le but de surpasser All Might. Ayant hérité des Alters de ses deux parents, la glace d'un côté et le feu de l'autre, Shoto possède un mental d'acier qu'il a acquis grâce à de nombreuses années d'entraînement et de souffrance causées par son père. Ces mêmes années de traumatisme l'ont empêché d'utiliser toutes ses capacités lors des combats. Dégoûté par son père, il renie le côté flammes de son Alter. Izuku Midoriya a contribué à faire comprendre à Shoto que ses flammes sont les siennes, pas celles de son père.
Il a choisi comme nom de super-héros son prénom, Shoto.
Eijiro Kirishima (切島鋭児郎, Kirishima Eijirō)
Jeune garçon enjoué et plutôt extraverti, Eijiro Kirishima porte un intérêt énorme à la virilité. On peut le voir au fait que son idole de toujours, Crimson Riot, soit surnommé "le héros viril". Il s'est d'ailleurs inspiré de ce dernier pour son propre nom de héros : Red Riot. C'est un ami très proche de Katsuki Bakugo, bien qu'il soit son parfait opposé et on peut voir au fil de l'anime et du manga  qu'il a eu une influence positive sur le blond. Lors de l'attaque de Kamino, c'est d'ailleurs grâce à Eijiro qu'Izuku et ses amis ont pu réussir à sauver Katsuki car, comme l'a dit Izuku, Eijiro "est le seul qui puisse sauver Katsuki sans blesser sa fierté". Eijiro Kirishima est un garçon extrêmement dévoué à ses amis et il n'hésite pas à se mettre dans le pétrin pour l'un d'eux.
Avant de passer l'examen d'entrée de Yuei, il n'appréciait pas vraiment son alter, durcissement, car il le trouvait trop banal. Il a  même voulu renoncer à devenir un héros après avoir été incapable de protéger deux filles de son collège qui se sont faites menacées par un homme. C'est un enregistrement de Crimson Riot qu'il avait reçu pour son anniversaire et qui s'était lancé tout seul qui l'a poussé à redoubler d'efforts pour renforcer son alter et pouvoir passer l'examen d'entrée de Yuei. Ses efforts ont payé car il s'est retrouvé deuxième du classement, derrière Katsuki Bakugo. En entrant au lycée, il s'est fait une nouvelle coupe de cheveux pour oublier "l'ancien lui".
Sa cicatrice à l'œil droit date de la première fois où son alter s'est manifesté. Se réveillant en pleine nuit, il s'est frotté l' œil et, son alter étant activé, il s'est coupé.

## Manga

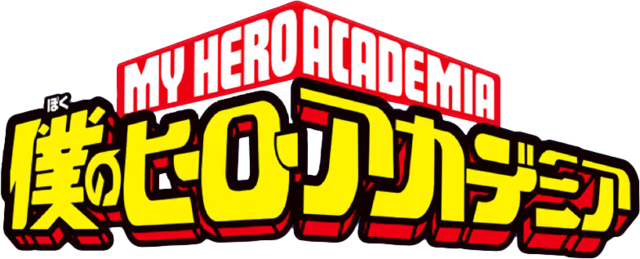
Logo de la version originale du manga.

Le manga My Hero Academia est écrit et dessiné par Kōhei Horikoshi. L'histoire est basée sur une histoire courte réalisée sept années auparavant par l'auteur. Il est prépublié du 7 juillet 2014 au 5 août 2024 dans le magazine Weekly Shōnen Jump de l'éditeur Shūeisha,. Le premier volume relié est publié le 4 novembre 2014 et 42 volumes ont été publiés au 4 décembre 2024, date du dernier album. Le 42e et dernier tome contient 38 pages supplémentaires proposant du contenu supplémentaire se déroulant après la fin initiale du manga.
La version française est publiée par Ki-oon depuis avril 2016 et traduite par David Le Quéré.
My Hero Academia est composé de trois sagas divisées en arcs narratifs. Le point de rupture qui achève la première saga et commence la deuxième est la retraite d'All Might à la suite de son affaiblissement lors de son duel ultime contre All for One.
| 1 - Saga Héros de UA | 2 - Saga Ascension du Mal | 3 - Saga Acte Final |
| --- | --- | --- |
| 1. Arc Examen d'entrée (chapitres 1 à 4) 2. Arc Test d'évaluation (chapitres 5 à 7) 3. Arc Épreuve de la Battle (chapitres 8 à 11) 4. Arc SCA (chapitres 12 à 21) 5. Arc Championnat sportif (chapitres 22 à 44) 6. Arc Stain (chapitres 45 à 59) 7. Arc Examen de fin de trimestre (chapitres 60 à 69) 8. Arc Camp d'été (chapitres 70 à 83) 9. Arc Raid contre l'Alliance des Vilains (chapitres 84 à 97) | 1. Arc Examen des licences provisoires (chapitres 98 à 121) 2. Arc Stage et Huit Préceptes (chapitres 122 à 162) 3. Arc Examen de Rattrapage (chapitres 163 à 168) 4. Arc Festival culturel (chapitres 169 à 183) 5. Arc Héros professionnels (chapitres 184 à 193) 6. Arc Seconde A vs Seconde B (chapitres 194 à 217) 7. Arc Armée de Libération des Super-Pouvoirs (chapitres 218 à 240) 8. Arc Stage chez le numéro 1 (chapitres 241 à 252) 9. Arc Guerre de Libération du Paranormal (chapitres 253 à 306) | 1. Arc Évadés du Tartare (chapitres 307 à 328) 2. Arc Star and Stripe (chapitres 329 à 334) 3. Arc UA Traitor (chapitres 335 à 342) 4. Arc Dernière guerre (chapitres 343 à 423) 5. Épilogue (chapitres 424 à 430) |

## Anime

### Série télévisée
L'adaptation en anime est annoncée en octobre 2015. Elle est réalisée au sein du studio Bones par Kenji Nagasaki, sur un scénario de Yōsuke Kuroda et des compositions de Yuki Hayashi. La première saison de 13 épisodes est diffusée du 3 avril au 26 juin 2016. La deuxième saison de 25 épisodes est diffusée du 25 mars au 30 septembre 2017. La troisième saison de 25 épisodes est diffusée du 7 avril 2018 au 29 septembre 2018. La quatrième saison de 25 épisodes est diffusée du 12 octobre 2019 au 4 avril 2020. La cinquième saison de 25 épisodes est diffusée du 27 mars 2021 au 25 septembre 2021. La sixième saison de 25 épisodes est diffusée du 1er octobre 2022, au 25 mars 2023. La septième saison de 21 épisodes est diffusée du 4 mai 2024 au 12 octobre 2024. Une mini-série au nom de My Hero Academia Memories, composée de 4 épisodes spéciaux récapitulatifs, est diffusée un mois avant, à partir du 6 avril 2024. Une huitième saison, annoncée à la fin du dernier épisode de la saison 7, sera la saison finale, prévue pour octobre 2025.
Les cinq premières saisons ont été diffusées en simulcast sur le site ADN dans les pays francophones. La série est diffusée en version française sur Toonami depuis le 12 février 2018. Elle est aussi diffusée le soir dans la case « Unlimited » en version non censurée. Les deux premières saisons sont disponibles sur Netflix, depuis le 1er décembre 2020 pour la première et depuis le 1er janvier 2021 pour la deuxième saison.
Au 27 juillet 2022, les cinq premières saisons ainsi que les deux premiers films ont été ajoutés sur Crunchyroll en VO et en VF, la série quitte le catalogue d'ADN le 1er août 2022. La sixième saison est diffusée en simulcast ainsi qu'en simuldub sur Crunchyroll, à partir du 1er octobre 2022.

#### Musique
| Générique | Épisodes | Début          | Début                           | Fin                   | Fin                      |
| Générique | Épisodes | Titre          | Artiste                         | Titre                 | Artiste                  |
| --------- | -------- | -------------- | ------------------------------- | --------------------- | ------------------------ |
| Saison 1  | 1 – 13   | The Day        | Porno Graffitti                 | HEROES                | Brian the Sun (ja)       |
| Saison 2  | 1 – 13   | Peace Sign     | Kenshi Yonezu                   | Dakara, Hitori ja nai | Little Glee Monster (en) |
| Saison 2  | 14 – 25  | Sora ni Utaeba | Amazarashi (en)                 | Datte Atashi no Hero  | LiSA                     |
| Saison 3  | 1 – 13   | Odd Future     | UVERworld                       | Update                | miwa                     |
| Saison 3  | 14 – 25  | Make my story  | Lenny code fiction (ja)         | Long Hope Philia      | Masaki Suda              |
| Saison 4  | 1 – 14   | Polaris        | BLUE ENCOUNT (ja)               | About a voyage        | Sayuri                   |
| Saison 4  | 15 – 25  | Star Maker     | KANA-BOON (en)                  | Shout Baby            | Ryokuoushoku Shakai (en) |
| Saison 5  | 1 – 13   | No. 1          | DISH                            | Ashiato               | the peggies              |
| Saison 5  | 14 – 25  | Merry-Go-Round | MAN WITH A MISSON               | Uso ja nai            | Soshi Sakiyama (ja)      |
| Saison 6  | 1 – 13   | Hitamuki       | SUPER BEAVER                    | SKETCH                | Kiro Akiyama (ja)        |
| Saison 6  | 14 – 25  | Bokura No      | Eve                             | Kita Kaze             | SIX LOUNGE (ja)          |
| Saison 7  | 1 – 9    | Tagatame       | TK from Ling tosite sigure (en) | Tsubomi               | Omoinotake (en)          |
| Saison 7  | 10 – 21  | Curtain Call   | Yuuri (en)                      | Rokutōsei             | Zarame                   |

### Films d'animation
Un premier film d'animation est annoncé en décembre 2017. Intitulé My Hero Academia: Two Heroes (en), celui-ci est sorti le 3 août 2018 au Japon et le 22 janvier 2019 en France. Il se situe entre l'épisode 20 et 21 de la saison 3 de la série animée.
Un deuxième film d'animation intitulé My Hero Academia: Heroes Rising est sorti le 20 décembre 2019 au Japon et est diffusé du 20 au 25 août 2020 en France dans le cadre du CGR Event. L'action se déroule après la saison 4 de l’anime.
Un troisième film intitulé My Hero Academia: World Heroes' Mission est annoncé le 29 novembre 2020. Il est sorti le 6 août 2021 au Japon et le 26 janvier 2022 en France,. Il se déroule pendant l'arc Stage chez le numéro 1, durant la saison 5.
Un quatrième film est annoncé le 7 août 2023. Le titre My Hero Academia: You're Next est révélé le 29 janvier 2024. Il est sorti le 2 août 2024 au Japon et le 9 octobre 2024 en France. Les évènements du film sont situés entre les arcs Star and Stripe et Traitre de UA, au cours de la saison 7.

### Doublage
| Personnages                                                 | Personnages                                                 | Voix japonaises                         | Voix françaises |
| ----------------------------------------------------------- | ----------------------------------------------------------- | --------------------------------------- | --- |
| Izuku Midoriya / Deku                                       | Izuku Midoriya / Deku                                       | Daiki Yamashita Akeno Watanabe (enfant) | Bastien Bourlé Tom Trouffier (remplacement temporaire - saison 6, épisode 2) Clara Soares (enfant)                    |
| Katsuki Bakugo                                              | Katsuki Bakugo                                              | Nobuhiko Okamoto Sachi Kokuryu (enfant) | Emmanuel Rausenberger Jean-Rémi Tichit (remplacement temporaire - saison 6, épisodes 1 et 2) Jessie Lambotte (enfant) |
| Shoto Todoroki                                              | Shoto Todoroki                                              | Yūki Kaji Kei Shindou (enfant)          | Bruno Méyère |
| Kai Chisaki / Overhaul                                      | Kai Chisaki / Overhaul                                      | Kenjiro Tsuda                           | Bruno Méyère |
| Mashirao Ojiro                                              | Mashirao Ojiro                                              | Kosuke Miyoshi                          | Bruno Méyère |
| Kyotoku Jiro                                                | Kyotoku Jiro                                                | Kouji Hiwatari                          | Bruno Méyère |
| Toshinori Yagi / All Might                                  | Toshinori Yagi / All Might                                  | Kenta Miyake                            | Julien Chatelet |
| Moonfish                                                    | Moonfish                                                    | Shuhei Matsuda                          | Julien Chatelet |
| Tsutsutaka Agoyamato                                        | Tsutsutaka Agoyamato                                        | Yoshihito Sasaki                        | Julien Chatelet |
| Yu Hojo                                                     | Yu Hojo                                                     | Kenichirō Matsuda                       | Julien Chatelet |
| Ochaco Uraraka                                              | Ochaco Uraraka                                              | Ayane Sakura                            | Clara Soares |
| Mina Ashido                                                 | Mina Ashido                                                 | Eri Kitamura                            | Caroline Combes |
| Inko Midoriya                                               | Inko Midoriya                                               | Aya Kawakami                            | Caroline Combes |
| Ibara Shiozaki                                              | Ibara Shiozaki                                              | Miho Masaka                             | Caroline Combes |
| Himiko Toga                                                 | Himiko Toga                                                 | Misato Fukuen                           | Caroline Combes |
| Sirius                                                      | Sirius                                                      | Ami Koshimizu                           | Caroline Combes |
| Kaoruko Awata / Bubble Girl                                 | Kaoruko Awata / Bubble Girl                                 | Rie Murakawa                            | Caroline Combes |
| Komari Ikoma                                                | Komari Ikoma                                                | Sara Matsumoto                          | Caroline Combes |
| Manami Aiba / Love Lover (La Brava en VO)                   | Manami Aiba / Love Lover (La Brava en VO)                   | Yui Horie                               | Caroline Combes |
| Enji Todoroki / Endeavor                                    | Enji Todoroki / Endeavor                                    | Tetsu Inada                             | Frédéric Souterelle                                                                                                   |
| Sorahiko Torino / Gran Torino                               | Sorahiko Torino / Gran Torino                               | Kenichi Ogata                           | Frédéric Souterelle                                                                                                   |
| Kenji Tsuragamae                                            | Kenji Tsuragamae                                            | Ryota Takeuchi                          | Frédéric Souterelle                                                                                                   |
| Kyudai Garaki / Daruma Ujiko / Dr Tsubasa                   | Kyudai Garaki / Daruma Ujiko / Dr Tsubasa                   | Minoru Inaba                            | Frédéric Souterelle                                                                                                   |
| Sekijiro Kan / Vlad King                                    | Sekijiro Kan / Vlad King                                    | Shuhei Matsuda                          | Frédéric Souterelle                                                                                                   |
| Kugo Sakamata / Gang Orca                                   | Kugo Sakamata / Gang Orca                                   | Shuhei Matsuda                          | Jérémy Zylberberg |
| Chizome Akaguro / Stain                                     | Chizome Akaguro / Stain                                     | Go Inoue                                | Jérémy Zylberberg |
| Yokumiru Mera                                               | Yokumiru Mera                                               | Masami Iwasaki                          | Jérémy Zylberberg |
| Ken Takagi / Lock Lock                                      | Ken Takagi / Lock Lock                                      | Yasuhiro Fujiwara                       | Jérémy Zylberberg |
| Tetsutetsu Tetsutetsu                                       | Tetsutetsu Tetsutetsu                                       | Koji Okino                              | Jérémy Zylberberg |
| Gun Head                                                    | Gun Head                                                    | Koji Okino                              | Benjamin Pascal |
| Hizashi Yamada / Present Mic                                | Hizashi Yamada / Present Mic                                | Hiroyuki Yoshino                        | Benjamin Pascal (saisons 1 et 2) Martial le Minoux (depuis la saison 3)                                               |
| Shota Aizawa / Eraser Head                                  | Shota Aizawa / Eraser Head                                  | Junichi Suwabe                          | Emmanuel Gradi |
| Bare Handeath / Death Arms (Desutegoro en VO)               | Bare Handeath / Death Arms (Desutegoro en VO)               | Shinnosuke Ogami                        | Emmanuel Gradi |
| Fourth Kind / le Héros chevaleresque                        | Fourth Kind / le Héros chevaleresque                        | Takahiro Fujiwara                       | Emmanuel Gradi |
| Tsunagu Hakamata / Best Jeanist                             | Tsunagu Hakamata / Best Jeanist                             | Hikaru Midorikawa                       | Bastien Bourlé |
| Mirio Togata / Lemillion                                    | Mirio Togata / Lemillion                                    | Tarusuke Shingaki Wakana Minami         | Maxime Hoareau Estelle Darazi (enfant)                                                                                |
| Tamaki Amajiki / Suneater                                   | Tamaki Amajiki / Suneater                                   | Yuto Uemura                             | Victor Niverd |
| Yo Shindo                                                   | Yo Shindo                                                   | Yuta Kasuya                             | Victor Niverd |
| Kyoka Jiro                                                  | Kyoka Jiro                                                  | Kei Shindou                             | Mélanie Anne |
| Tomoko Shiretoko / Ragdoll                                  | Tomoko Shiretoko / Ragdoll                                  | Chisa Suganuma                          | Mélanie Anne |
| Yu Takeyama / Mount Lady                                    | Yu Takeyama / Mount Lady                                    | Kaori Nazuka                            | Mélanie Anne |
| Toru Hagakure                                               | Toru Hagakure                                               | Kaori Nazuka                            | Valérie Bachère |
| Tsuyu Asui                                                  | Tsuyu Asui                                                  | Aoi Yūki                                | Valérie Bachère |
| Itsuka Kendo                                                | Itsuka Kendo                                                | Saki Ogasawara                          | Valérie Bachère |
| Nejire Hado                                                 | Nejire Hado                                                 | Kiyono Yasuno                           | Valérie Bachère |
| Kota Izumi                                                  | Kota Izumi                                                  | Michiru Yamazaki                        | Nathalié Aranda |
| Rumi Usagiyama / Mirko                                      | Rumi Usagiyama / Mirko                                      | Sayaka Kinoshita                        | Nathalié Aranda |
| Hanta Sero                                                  | Hanta Sero                                                  | Kiyotaka Furushima                      | Grégory Laisné |
| Mustard                                                     |                                                             | Kiyotaka Furushima                      | Grégory Laisné |
| Yuga Aoyama                                                 | Yuga Aoyama                                                 | Kosuke Kuwano                           | Grégory Laisné |
| Natsuo Todoroki                                             | Natsuo Todoroki                                             | Yuki Shin                               | Grégory Laisné |
| Zen Shigaraki / All For One                                 | Zen Shigaraki / All For One                                 | Akio Ohtsuka                            | Benjamin Pascal (saisons 1 et 2) Antoine Tomé (depuis la saison 3)                                                    |
| Crématorium (Dabi en VO)                                    | Crématorium (Dabi en VO)                                    | Hiro Shimono                            | Arnaud Laurent |
| Neito Monoma                                                | Neito Monoma                                                | Kohei Amasaki                           | Arnaud Laurent |
| Koji Koda                                                   | Koji Koda                                                   | Takuma Nagatsuka                        | Arnaud Laurent |
| Tomura Shigaraki                                            | Tomura Shigaraki                                            | Kouki Uchiyama Arisa Sekine (enfant)    | Jean-Pierre Leblan |
| Nezu / Principal de Yuei                                    | Nezu / Principal de Yuei                                    | Yasuhiro Takato                         | Jean-Pierre Leblan |
| Nagamasa Mora / Chewyee                                     | Nagamasa Mora / Chewyee                                     | Volcano Ota                             | Jean-Pierre Leblan |
| Yosetsu Awase                                               | Yosetsu Awase                                               | Yoshitsugu Matsuoka                     | Jean-Pierre Leblan |
| Seiji Shishikura                                            | Seiji Shishikura                                            | Makoto Furukawa (ja)                    | Jean-Pierre Leblan |
| Hari Kurono / Chronostasis                                  | Hari Kurono / Chronostasis                                  | Takumi Asahina                          | Jean-Pierre Leblan |
| Eijiro Kirishima                                            | Eijiro Kirishima                                            | Toshiki Masuda                          | Charles Mendiant |
| Fumikage Tokoyami                                           | Fumikage Tokoyami                                           | Yoshimasa Hosoya                        | Charles Mendiant |
| Goto Imasuji / Muscular                                     | Goto Imasuji / Muscular                                     | Kousuke Takaguchi                       | Charles Mendiant |
| Kagero Okuta / Giran                                        | Kagero Okuta / Giran                                        | Seirou Ogino                            | Charles Mendiant |
| Rikido Sato                                                 | Rikido Sato                                                 | Tooru Nara                              | Charles Mendiant |
| Snipe                                                       | Snipe                                                       | Tooru Nara                              | Christophe Seugnet |
| Tenya Iida                                                  | Tenya Iida                                                  | Kaito Ishikawa                          | Christophe Seugnet |
| Masaru Bakugo                                               | Masaru Bakugo                                               | Taichi Takeda                           | Christophe Seugnet |
| Mirai Sasaki / Sir Nighteye                                 | Mirai Sasaki / Sir Nighteye                                 | Shinichiro Miki                         | Christophe Seugnet |
| Momo Yaoyorozu                                              | Momo Yaoyorozu                                              | Marina Inoue                            | Marie Nonnenmacher |
| Minoru Mineta                                               | Minoru Mineta                                               | Ryou Hirohashi                          | Marie Nonnenmacher |
| Fuyumi Todoroki                                             | Fuyumi Todoroki                                             | Kei Shindou                             | Marie Nonnenmacher |
| M. Compress                                                 | M. Compress                                                 | Tsuguo Mogami                           | Martial le Minoux |
| Jin Bubaigawara / Twice                                     | Jin Bubaigawara / Twice                                     | Daichi Endo                             | Martial le Minoux |
| Keigo Takami / Hawks                                        | Keigo Takami / Hawks                                        | Yuichi Nakamura                         | Nicolas Dussaut |
| Voix d'ordinateur de Keigo Takami / Hawks                   | Voix d'ordinateur de Keigo Takami / Hawks                   | Yuichi Nakamura                         | Hervé Grull |
| Taishiro Toyomitsu / Fat Gum                                | Taishiro Toyomitsu / Fat Gum                                | Kazuyuki Okitsu                         | Yann Pichon |
| Danjuro Tobita / Gentleman Criminel (Gentle Criminal en VO) | Danjuro Tobita / Gentleman Criminel (Gentle Criminal en VO) | Koichi Yamadera                         | Yann Pichon |
| Mezo Shoji                                                  | Mezo Shoji                                                  | Masakazu Nishida                        | Emmanuel Rausenberger                                                                                                 |
| Shuichi Iguchi / Spinner                                    | Shuichi Iguchi / Spinner                                    | Ryo Iwasaki                             | Emmanuel Rausenberger                                                                                                 |
| Taneo Tokuda                                                | Taneo Tokuda                                                | Eiji Hanawa                             | Emmanuel Rausenberger                                                                                                 |
| Toya Setsuno                                                | Toya Setsuno                                                | Ken'ichirō Ohashi                       | Emmanuel Rausenberger                                                                                                 |
| Black Mist (Kurogiri en VO)                                 | Black Mist (Kurogiri en VO)                                 | Takahiro Fujiwara                       | Julien Meunier |
| Shinji Nishiya / Dieu Sylvestre (Kamui Woods en VO)         | Shinji Nishiya / Dieu Sylvestre (Kamui Woods en VO)         | Masamichi Kitada                        | Julien Meunier |
| Naomasa Tsukauchi                                           | Naomasa Tsukauchi                                           | Tokuyoshi Kawashima                     | Julien Meunier |
| Ken Ishiyama / Cementoss                                    | Ken Ishiyama / Cementoss                                    | Kenta Okuma                             | Julien Meunier |
| Selkie                                                      | Selkie                                                      | Tomokazu Seki                           | Julien Meunier |
| Yawara Chatora / Tiger                                      | Yawara Chatora / Tiger                                      | Shinnosuke Ogami                        | Julien Meunier |
| M. Brave                                                    | M. Brave                                                    | Masaki Sakaide                          | Julien Meunier |
| Denki Kaminari                                              | Denki Kaminari                                              | Tasuku Hatanaka                         | Alan Aubert |
| Hitoshi Shinso                                              | Hitoshi Shinso                                              | Wataru Hatano                           | Alan Aubert |
| Edgeshot                                                    | Edgeshot                                                    | Kenta Kamakari                          | Alan Aubert |
| Kendo Rappa                                                 | Kendo Rappa                                                 | Shohei Kajikawa                         | Alan Aubert |
| Nemuri Kayama / Midnight                                    | Nemuri Kayama / Midnight                                    | Akeno Watanabe                          | Bérangère Rochet |
| Mandalay                                                    | Mandalay                                                    | Meiko Kawasaki                          | Bérangère Rochet |
| Mitsuki Bakugo                                              | Mitsuki Bakugo                                              | Yuka Adachi                             | Bérangère Rochet |
| Bibimi Kenranzaki                                           | Bibimi Kenranzaki                                           | Ayano Shibuya                           | Bérangère Rochet |
| Ryuko Tatsuma / Ryukyu                                      | Ryuko Tatsuma / Ryukyu                                      | Kaori Yagi                              | Bérangère Rochet |
| Chiyo Shuzenji / Recovery Girl                              | Chiyo Shuzenji / Recovery Girl                              | Etsuko Kozakura                         | Jessie Lambotte |
| Mei Hatsume                                                 | Mei Hatsume                                                 | Azu Sakura                              | Jessie Lambotte |
| Camie Utsushimi                                             | Camie Utsushimi                                             | Minori Chihara                          | Jessie Lambotte |
| Mika Jiro                                                   | Mika Jiro                                                   | Akeno Watanabe                          | Jessie Lambotte |
| Nana Shimura                                                | Nana Shimura                                                | Mie Sonozaki                            | Jessie Lambotte |
| Ryuko Tsuchikawa / Pixie-bob                                | Ryuko Tsuchikawa / Pixie-bob                                | Serina Machiyama                        | Jessie Lambotte |
| Uwabami                                                     | Uwabami                                                     | Mai Yamane                              | Jessie Lambotte |
| Rei Todoroki                                                | Rei Todoroki                                                | Michiko Neya                            | Jessie Lambotte |
| Ryo Inui / Hound Dog                                        | Ryo Inui / Hound Dog                                        | Eiji Hanawa                             | Laurent Blanpain |
| Inasa Yoarashi                                              | Inasa Yoarashi                                              | Ryota Iwasaki                           | Laurent Blanpain |
| Koku Hanabata                                               | Koku Hanabata                                               | Junji Majima                            | Laurent Blanpain |
| Teruo Hazukashi                                             | Teruo Hazukashi                                             | Soichi Abe                              | Quentin Baladé |
| Melissa Shield                                              | Melissa Shield                                              | Mirai Shida                             | Adeline Chetail |
| Eri                                                         | Eri                                                         | Seiran Kobayashi                        | Fanny Bloc |
| Joi Irinaka / Mimic                                         | Joi Irinaka / Mimic                                         | Yasuhiro Mamiya                         | Philippe Roullier |
| Rikiya Katsukame                                            | Rikiya Katsukame                                            | Hiroaki Okuda                           | Philippe Roullier |
| Sajin Higawara / Snatch                                     | Sajin Higawara / Snatch                                     | Koji Ishii                              | Philippe Roullier |
| Rikiya Yotsubashi / Re-Destro                               | Rikiya Yotsubashi / Re-Destro                               | Hiroaki Hirata                          | Marc Bretonnière |
| Oboro Shirakumo / Loud Cloud                                | Oboro Shirakumo / Loud Cloud                                | Kensho Ono                              | Benoît Fort |
| Kotaro Shimura                                              | Kotaro Shimura                                              | Yuya Tajima                             | Vincent Violette |

- Version française[25]
  - Société de doublage : Time-Line Factory
  - Directrice artistique : Mélanie Anne
  - Adaptation des dialogues : Antoine Ledoux, Baptiste Barré, Hélène Moallic, Ophélie De San Bartholomé, Pauline Beauruel, Marien Marcheschi
  - Ingénieur du son : Guillaume Sablon
  - Mixeur : Erwan Le Gall

## Séries dérivées

### My Hero Academia Smash!!
Une première série dérivée intitulée My Hero Academia Smash!! est écrite et dessinée par Hirofumi Neda. Elle est publiée entre 2015 et 2017 sur l'application Jump+. La version française est publiée par Ki-oon du 6 janvier 2022 jusqu'au 2 mars 2023.

### Vigilante: My Hero Academia Illegals
Une deuxième série dérivée intitulée Vigilante: My Hero Academia Illegals (ヴィジランテ―僕のヒーローアカデミアILLEGALS, Vigilante – Boku no Hero Academia Illegals) est écrite par Hideyuki Furuhashi et dessinée par Betten Court. Elle est publiée dans les magazines Shônen Jump+ et Shônen Jump GIGA entre août 2016 et mai 2022 au Japon,.
La version française est publiée par Ki-oon de septembre 2017 jusqu'à août 2023.
Elle suit un groupe d'auto-justiciers qui utilisent leurs alters sans licence de super-héros et donc dans l'illégalité.
Une adaptation en anime est annoncée lors du Jump Festa '25 et diffusée depuis le 7 avril 2025 sur Tokyo MX au Japon,.
La plateforme de streaming Crunchyroll diffuse l’anime, sous le titre My Hero Academia: Vigilantes, à cette même date en VOSTFr, en version française (VF), anglaise (VA), italienne (VI), etc., tandis que les versions doublées dans les autres langues seront annoncées ultérieurement.

### My Hero Academia: Team Up Mission
Une troisième série, intitulée My Hero Academia: Team Up Mission, est dessinée par Yoco Akiyama et écrite par Kôhei Horikoshi. Elle est publiée du 25 juillet 2019 au 4 janvier 2025 dans le magazine Saikyō Jump, comptabilisant 8 tomes,. La version française est publiée par Ki-oon depuis le 3 septembre 2020.

## Light novel
Une série de light novels intitulée My Hero Academia : Les Dossiers secrets de UA (僕のヒーローアカデミア 雄英白書, Boku no Hīrō Akademia Yūei Hakusho), écrite par Anri Yoshi, est publiée par Shueisha depuis le 4 avril 2016. La version française est publiée par Ki-oon depuis janvier 2019.

## Jeux vidéo
Un jeu vidéo nommé My Hero Academia: Battle for All est développé par Bandai Namco Studios et édité par Bandai Namco Entertainment. Il est sorti sur Nintendo 3DS le 19 mai 2016 au Japon.
Un jeu mobile nommé My Hero Academia: Smash Tap est sorti le 18 avril 2017 au Japon.
Un jeu vidéo nommé My Hero Academia: One's Justice par Bandai Namco est sorti en août 2018 sur PlayStation 4, Nintendo Switch, Xbox One et Steam. La suite du jeu intitulée My Hero: One's Justice 2 est annoncée dans le Weekly Shōnen Jump en septembre 2019. Il retranscrit dans son mode histoire les événements de la saison 4 de l'adaptation animée. Le jeu sort en mars 2020 sur PlayStation 4, Nintendo Switch, Xbox One et Steam,.
Un jeu mobile nommé My Hero Academia: The Strongest Hero est sorti le 22 mai 2021 en Europe. Il est disponible sur Android et iOS. Il s'agit d'un action-RPG gatcha en 3D qui propose de recruter des héros et de protéger le monde avec leurs puissants Alters. Plusieurs fonctionnalités sont proposées, telles que les batailles PvP, le jeu automatique, les alliance, le système de réussite et le système de dortoir, tout en profitant d'histoires exclusives.
Un jeu battle royale en free-to-play intitulé My Hero Academia Ultra Rumble est sorti le 28 septembre 2023 sur PlayStation 4, Xbox One, Nintendo Switch et Microsoft Windows via Steam,. Un numéro 2 est d'ailleurs disponible.

## Accueil

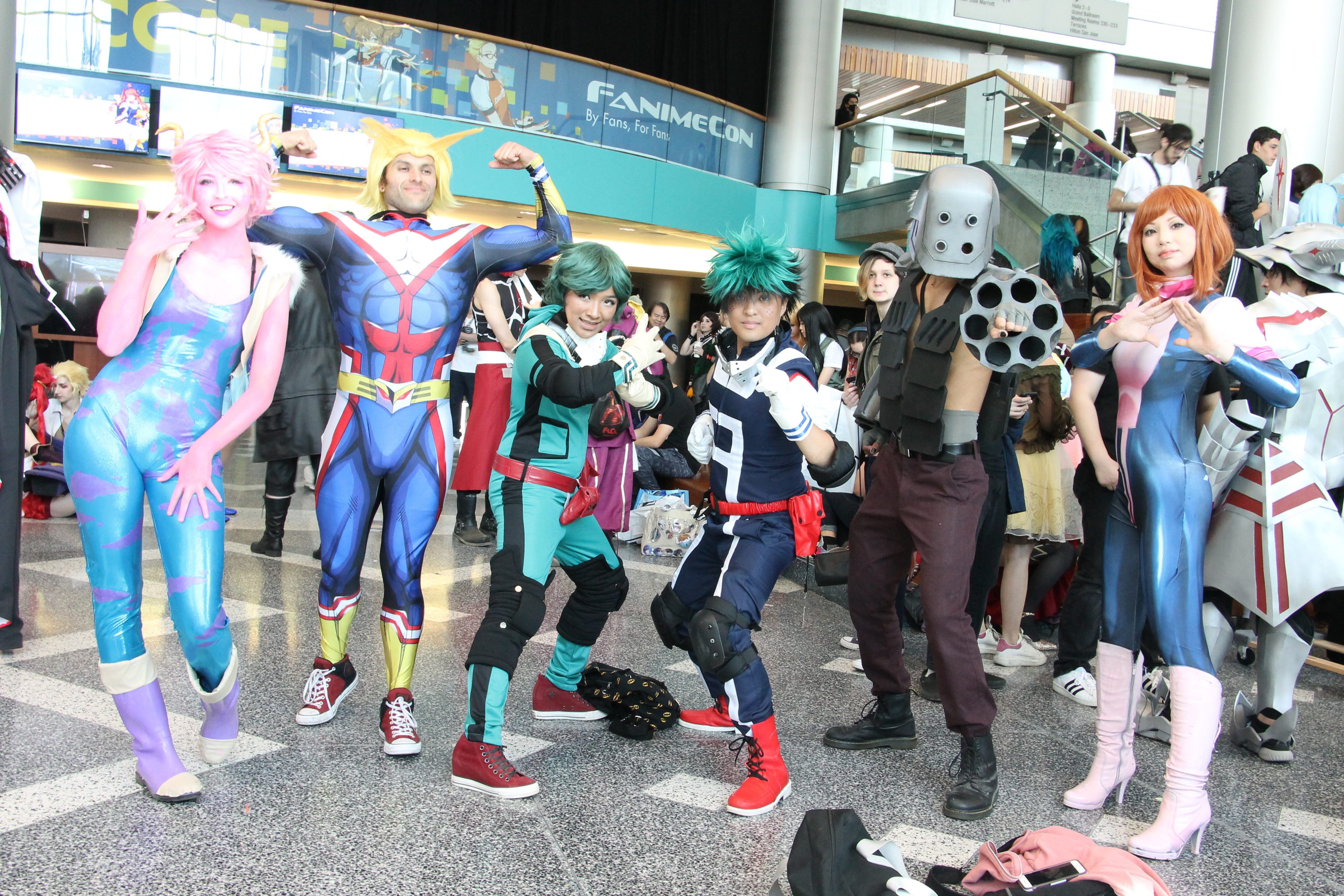
Cosplay de Mina Ashido, "All Might" Toshinori Yagi, Izuku Midoriya, Gunhead et Ochaco Uraraka dans My Hero Academia à la FanimeCon de 2018.

### Ventes
My Hero Academia est le 7e manga le plus vendu au Japon en 2016 avec 5 114 916 copies vendues. Il est le 2e manga le plus vendu au Japon en 2018 avec 6 718 185 exemplaires vendus. Il est le 6e manga le plus vendu au Japon en 2019 avec 5 047 574 exemplaires vendus.
En décembre 2019, le tirage total de la série dépasse les 26 millions d'exemplaires. En avril 2021, le manga a atteint les 50 millions d'exemplaires édités dans le monde. En janvier 2022, le tirage s'élève à 65 millions d'exemplaires, dont 45 millions au Japon. Sur la période allant du 22 novembre 2021 au 20 novembre 2022, la série est classée à la cinquième place du classement Oricon des mangas les plus vendus au Japon, avec plus de 5,3 millions d'exemplaires écoulés au format physique. En février 2023, le tirage total mondial atteint les 85 millions d'exemplaires. En avril 2024, le tirage atteint les 100 millions d'exemplaires.

### Récompenses
La série est nommée au 8e prix Manga Taishō en 2015. My Hero Academia remporte le Sugoi Japan Awards 2017 dans la catégorie manga. En 2019, le manga a reçu le Prix Harvey du meilleur manga.